# 高木亜由美
高木 亜由美（たかぎ あゆみ）は、日本のディレクター、ゲームシナリオライター。イチカラム所属。主に乙女ゲームのシナリオを担当している。

## 参加作品
- きまぐれストロベリーカフェ
- 召しませ浪漫茶房
- うるるんクエスト恋遊記
- ラスト・エスコート
  - ラスト・エスコート 〜深夜の黒蝶物語〜
  - ラスト・エスコート 〜黒蝶スペシャルナイト〜
  - ラスト・エスコート2 〜深夜の甘い棘〜
- マーメイドプリズム
- 悠久ノ桜
- カヌチ
  - カヌチ 白き翼の章
  - カヌチ 黒き翼の章
  - カヌチ 二つの翼
- デス・コネクション
  - デス・コネクション ポータブル
- 華ヤカ哉、我ガ一族
  - 華ヤカ哉、我ガ一族 キネマモザイク
- 薔薇に隠されしヴェリテ
- 天涯ニ舞ウ、粋ナ花
- 明治活劇 ハイカラ流星組 －成敗しませう、 世直し稼業－